# Cacciatore nel buio
Cacciatore nel buio è un romanzo giallo del 1978 scritto da Estelle Thompson. È il numero 1615 della serie Il Giallo Mondadori.

## Trama
Philip è un insegnante cieco e ogni mattino si reca alla fermata dell'autobus per andare al lavoro. Giunto alla fermata chiede aiuto a una ragazzina per poter essere avvisato sull'arrivo dell'autobus. La giovane accetta di aiutarlo ma di li a poco uno sconosciuto in auto, si propone di accompagnarla a scuola e lei accetta.
Durante il notiziario radio della sera, Philip apprende che la ragazzina è stata assassinata. Sentendosi impotente, decide di compiere indagini per conto proprio. Per prima cosa chiede informazioni a Des, un su vecchio amico poliziotto e quest'ultimo, oltre a informare Philip sulle indagini, informa Penny (la vecchia fidanzata di Philip). Dopo un primo momento di riluttanza, Philip decide di lasciarsi aiutare dalla ex.
Durante l'indagine personale svolta da Philip e Penny, i due intuiscono che la macchina che ha prelevato Linda (la ragazzina della fermata del bus), è un'auto della polizia e che a guidarla c'era proprio Des, l'amico poliziotto di Philip e Penny. Dopo una colluttazione, Philip e Penny riescono a fare arrestare Des.

## Edizioni
- (EN) Estelle Thompson, Cacciatore nel buio, collana Il Giallo Mondadori n.1615, Milano, Mondadori, 1980,  p. 159.